# Cantone di Guebwiller
Il Cantone di Guebwiller è una divisione amministrativa dell'arrondissement di Guebwiller.
A seguito della riforma approvata con decreto del 21 febbraio 2014, che ha avuto attuazione dopo le elezioni dipartimentali del 2015, è passato da 11 a 18 comuni.

## Composizione
Gli 11 comuni facenti parte prima della riforma del 2014 erano:
- Bergholtz
- Bergholtzzell
- Buhl
- Guebwiller
- Lautenbach
- Lautenbachzell
- Linthal
- Murbach
- Orschwihr
- Rimbach-près-Guebwiller
- Rimbachzell

Dal 2015 i comuni appartenenti al cantone sono i seguenti 18:
- Bergholtz
- Bergholtzzell
- Buhl
- Guebwiller
- Hartmannswiller
- Issenheim
- Jungholtz
- Lautenbach
- Lautenbachzell
- Linthal
- Merxheim
- Murbach
- Orschwihr
- Raedersheim
- Rimbach-près-Guebwiller
- Rimbachzell
- Soultz-Haut-Rhin
- Wuenheim